# Tommaso Obizzi
Tommaso Obizzi (Padova, 1750 – Battaglia, 3 giugno 1803) è stato un collezionista d'arte italiano.

## Biografia

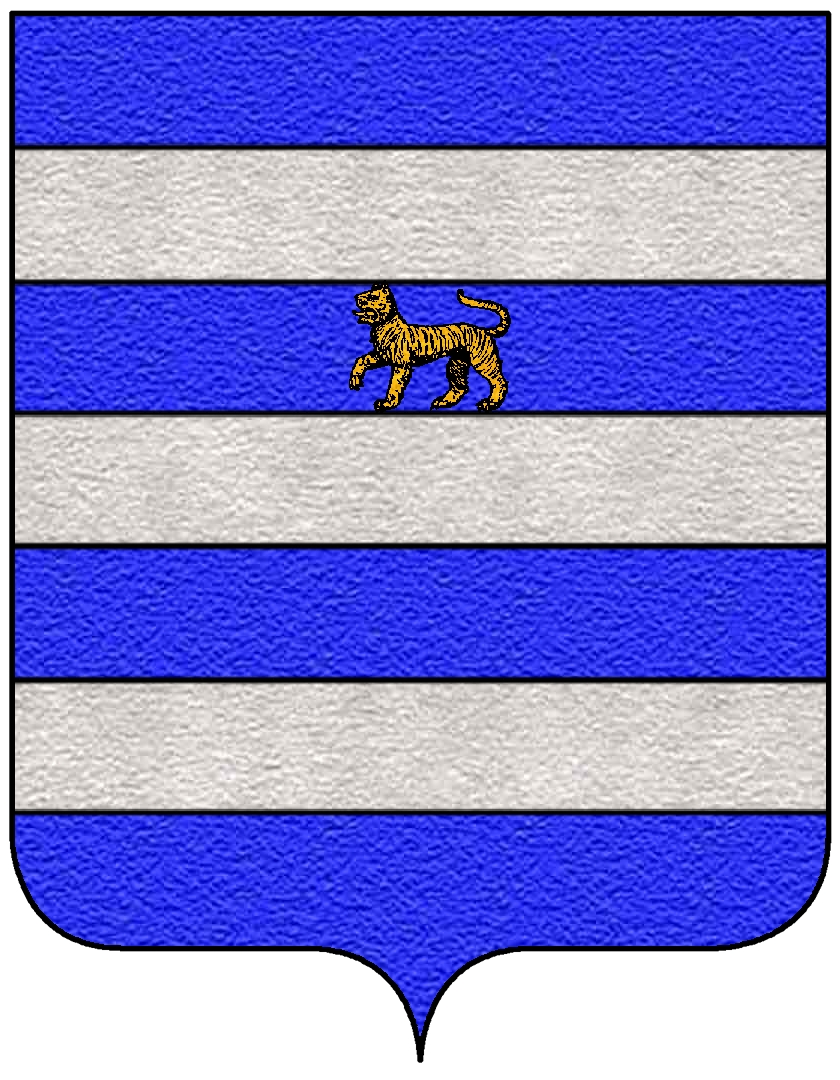
Stemma degli Obizzi (Padova)

Figlio del marchese Ferdinando II e della nobile veneziana Angela Sala, fu l'ultimo discendente della stirpe degli Obizzi. Rimasto orfano di padre a soli diciassette anni, entrò in possesso di una grande fortuna, incrementata successivamente da altri lasciti testamentari. Nel 1794 sposò la nobildonna veneziana Barbara Querini, che però morì solo due anni dopo. Trovandosi senza eredi diretti, al momento di fare testamento Tommaso Obizzi scelse l'ex arciduca di Modena Ercole III, con la clausola che, quando quest'ultimo fosse venuto a mancare, l'intera eredità passasse all'ultimo figlio dell'arciduca Ferdinando d'Austria, che aveva sposato Maria Beatrice d'Este, figlia di Ercole III ed ultima erede della dinastia estense. Tommaso Obizzi morì a Battaglia Terme il 3 giugno 1803. Il caso volle che Ercole III morisse pochi mesi dopo il marchese, e così in breve tempo tutte le proprietà Obizzi passarono agli Asburgo che, nei decenni successivi, fecero trasportare a Vienna e a Praga tutte le preziose collezioni del Catajo.
Il marchese Tommaso Obizzi fu dunque un grande collezionista: dedicò gran parte della sua vita a incrementare le collezioni di famiglia (che comprendevano un'armeria, una raccolta di strumenti musicali, un'ampia quadreria, una ricca biblioteca, un gabinetto di storia naturale e numerosi altri reperti), e a costituire lui stesso ex novo una raccolta antiquaria e numismatica di grandi dimensioni. Fece ampliare ed abbellire il Castello del Catajo, che venne frequentato dai più importanti intellettuali dell'epoca.
Le collezioni del Catajo sono oggi per lo più conservate nel Kunsthistorisches Museum di Vienna e nel Castello di Konopiště (Repubblica Ceca).